# José Luis Reyna
José Luis Reyna Paredes (Huancayo, 14 gennaio 1972) è un ex calciatore peruviano, di ruolo difensore.

## Carriera

### Club
Ha giocato nella prima divisione peruviana.

### Nazionale
È stato convocato per la Copa América 1997, nella quale non è però mai sceso in campo.

## Palmarès

### Club

#### Competizioni nazionali
- Campionato peruviano: 1

Alianza Lima: 1997